# Чебатков, Евгений Андреевич
Евгений Андреевич Чебатков (род. 13 сентября 1990, Усть-Каменогорск) — стендап-комик

, выступающий преимущественно в России. Соведущий подкаста «История на ночь», который выходит на YouTube-канале «LABELSMART». Также был ведущим шоу «Игра», «Концерты», выходившем на ТНТ. Ведущий шоу Stand Up на ТНТ.

## Биография

### Детство и юность
Евгений Чебатков родился в городе Усть-Каменогорск, в семье учительницы музыки и сотрудника металлургического завода. Учился в школе номер 17. В детстве, на протяжении двух лет, изучал английский в сообществе членов церкви Иисуса Христа святых последних дней. В 16 лет устраивается волонтёром в американский культурный центр, где несколько лет практикует английский с американцами.
После окончания школы, в 2008 году поступил в Томский государственный университет, где учился на международном факультете управления. Также в Томске начинает карьеру радиоведущего. С 2008 по 2013 год работал ведущим на радиостанции «Европа Плюс Томск». Параллельно с этим, с 2012 по 2013 работал ведущим на Томском телеканале «ТВ2».
В 2013 году зачислен на магистерскую программу в Ниагарский колледж, Канада. В Канаде впервые выступает со стендапом.
Евгений — гражданин Казахстана.

### Карьера
После окончания магистратуры переехал в Москву и c 2015 года начал работать копирайтером в рекламном агентстве BBDO Moscow, где проработал до 2017 года.
С 2015 года начал выступать на опен-майках в Москве, и в 2016 году попал в «Stand Up» на ТНТ. С 2017 года стал ведущим шоу «Счастливые Люди» на Comedy Radio.
В 2018 году стал официальным голосом Леонардо в мультсериале «Эволюция Черепашек-ниндзя».
В 2020 году на YouTube-канале «OUTSIDE STAND UP» вышел сольный концерт Чебаткова «Без панциря». В этом же году вместе с Расулом Чабдаровым и Томасом Гайсановым запустил подкаст «История на ночь».
В 2021 году Чебатков принял участие в записи популярных программ, среди которых GQ Russia, «вДудь», «Вечерний Ургант», «Что было дальше» и другие. В марте 2021 года вышел сольный концерт Чебаткова «Выходи из комнаты». В этом же году на премии «Женщина года» по версии Glamour стал лауреатом в номинации «Мужчина года», а также стал номинантом премии «Человек Года» от GQ. Позднее запустил собственный бренд одежды SKOL и стал амбассадором «Adidas Russia».
В 2022 году стал новым ведущим шоу «Stand up» на ТНТ. В 2023 году начал вести баскетбольное шоу «Звезды 1 на 1» на YouTube. Весной этого же года Чебатков снялся в фильме «Майор Гром: Игра», а в июне попал на обложку журнала Esquire Kazakhstan.
В 2023 году стал голосом навигатора 2ГИС на русском языке.
С 2023 года проводит цикл чтений произведений русских классиков в Российской государственной библиотеке.

### Личная жизнь
Летом 2023 года женился в Москве на актрисе Вере Дровениковой.

## Фильмография

### Телевидение
| Год       | Название                  | Роль                                                   | Примечание        |
| --------- | ------------------------- | ------------------------------------------------------ | ----------------- |
| 2018      | Эволюция Черепашек-ниндзя | Леонардо                                               | Актёр озвучивания |
| 2020      | Рюкзак Олли               | Завуч Магна, Люциус Ван Хорн, второстепенные персонажи | Актёр озвучивания |
| 2020      | В ритме колбасы           | Kickshot                                               | —                 |
| 2021      | Игра                      | Ведущий                                                | —                 |
| 2022—2023 | Концерты                  | Ведущий                                                | —                 |
| 2023      | Stand Up                  | Ведущий                                                | —                 |
| 2023      | Майор Гром: Игра          | «Дядя», главарь тюремной банды                         | Актёр             |
| 2024      | 1040 километр             | Заправщик                                              | Актер             |
| 2025      | Соловей против Муромца    | Ведущий шоу "Железные герои"                           | Актер             |

### Сольные концерты
| Дата выхода | Название          | Площадка         | Хронометраж |
| ----------- | ----------------- | ---------------- | ----------- |
| 01.12.2020  | Без панциря       | OUTSIDE STAND UP | 00:36:34    |
| 03.03.2021  | Выходи из комнаты | OUTSIDE STAND UP | 00:59:05    |
| 01.02.2023  | Slavic Values     | OUTSIDE STAND UP | 00:41:53    |
| 25.04.2023  | Не оборачивайся   | OUTSIDE STAND UP | 01:09:11    |
| 20.05.2024  | Лава              | OUTSIDE STAND UP | 00:46:47    |
| 27.06.2025  | Человек-слепень   | Кинопоиск        | 00:58:00    |

## Рэп-баттлы

### Кубок МЦ
| Год  | Соперник | Примечание |
| ---- | -------- | ---------- |
| 2020 | T!MMI    |            |